# Francisco Lloris y de Borja
Francisco Galcerán de Lloris y de Borja (Valência, cerca de 1470 – Roma, 22 de julho de 1506) foi um cardeal espanhol da Igreja Católica, membro da poderosa Casa de Borja, que foi arcebispo de Trani, patriarca latino de Constantinopla e bispo de Elne.

## Biografia
Era filho de Perot-Jàfer de Lloris e Isabel de Borja i Navarro de Alpicat, assim, por parte materna, era um Borja, sobrinho-neto do Papa Alexandre VI e sobrinho do cardeal Juan de Borja Llançol de Romaní, el mayor. Ficou conhecido ao longo da vida também pelo apelido de Cardeal de Elne.
Borja foi tesoureiro do cardeal Rodrigo Borja, seu tio-avô. Em 1498 foi nomeado bispo da diocese de Terni, sucedendo ao falecido Giovanni di Fonsalida, mas no ano seguinte renunciou para ocupar a diocese de Elne, que havia ficado vaga pela secularização do seu bispo Cesar Borja. Nunca residiu em qualquer uma dessas sés, as governando através de vigários, mas em Roma. Em 5 de maio de 1499, quando o Papa Alexandre VI foi à Basílica de Santa Maria Maior cercada pelos cardeais, o bispo Lloris liderou a procissão montado em um cavalo negro e liderando 1.500 soldados.
Foi criado cardeal por seu tio-avô no Consistório em 31 de maio de 1503, recebendo o título de cardeal-diácono de Santa Sabina em 12 de junho do mesmo ano. Ainda em 1503, foi promovido a arcebispo de Trani e Patriarca Latino de Constantinopla em 9 de agosto. Em 17 de dezembro de 1505, optou pelo título de Santa Maria Nova.
Após a morte do cardeal Ascanio Sforza, o Papa Júlio II o nomeou seu sucessor como abade in commendam de Santa María de Ripoll, mas ele não tomou posse: o rei Fernando II de Aragão, considerando a nomeação sua prerrogativa, ordenou a retenção dos rendimentos da abadia em favor de Frederico de Portugal, e Lloris morreu em 22 de julho de 1506 antes que o desacordo fosse resolvido. Ele foi sepultado na capela de Calisto III na Basílica de São Pedro.

### Conclaves
- 1.º Conclave de 1503 – participou da eleição do Papa Pio III[11]
- 2.º Conclave de 1503 – participou da eleição do Papa Júlio II[11]